# Julia Furdea

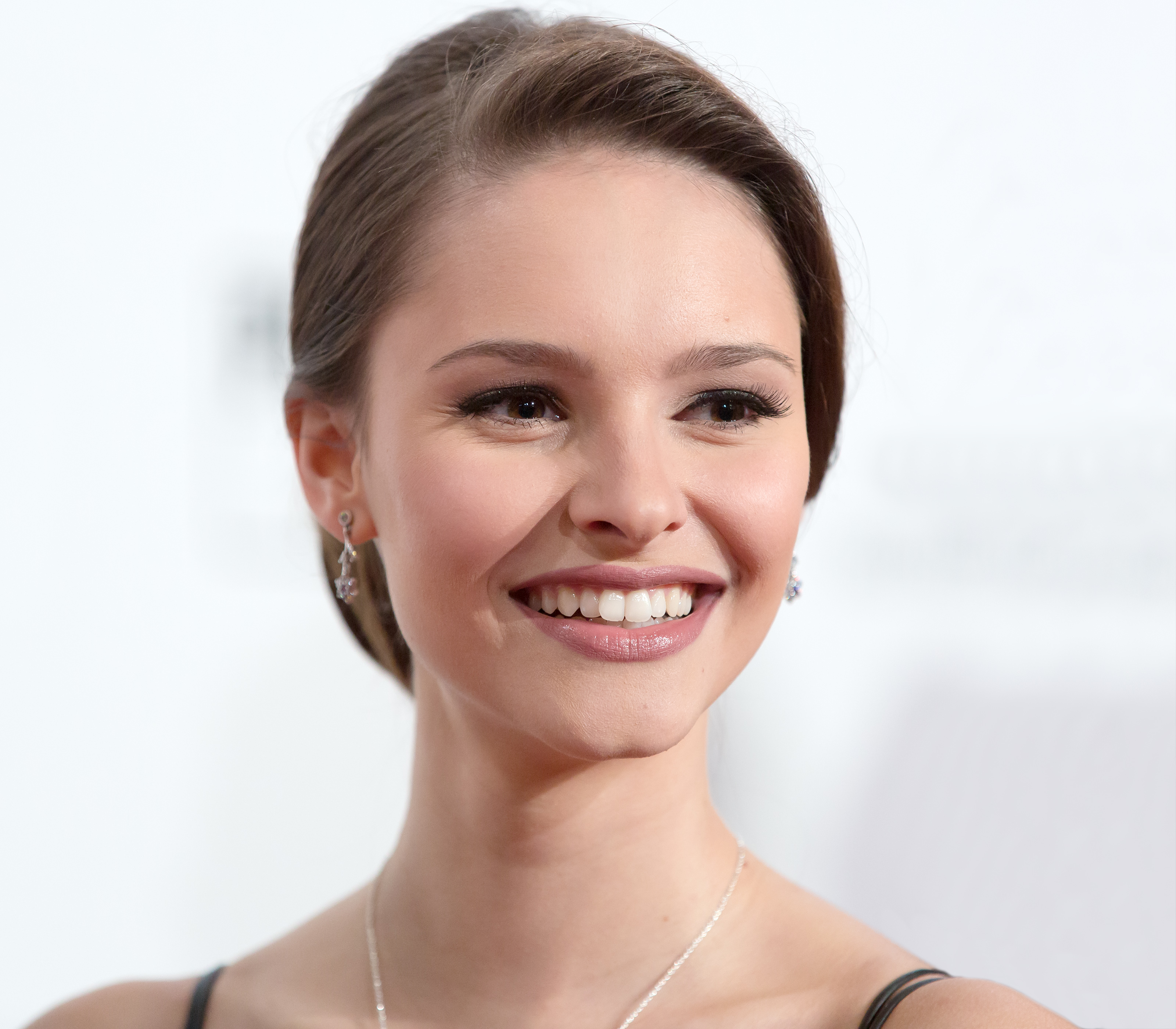
Julia Furdea (2016)

Julia Furdea (* 19. Juli 1994) aus Asten ist Moderatorin, Model und Miss Austria 2014.

## Werdegang Miss Austria
2014 schloss Julia Furdea ihre Schulzeit mit der Matura an der Handelsakademie Linz ab.
Am 6. April 2014 wurde Furdea im Casinos Austria in Linz unter 16 Kandidatinnen zur schönsten Frau Oberösterreichs gewählt.
Bei der Miss-Austria-Wahl am 3. Juli im Grand Casino Austria in Baden wurde sie unter siebzehn Kandidaten zur Miss Austria 2014 erkoren.
Von den Jurymitgliedern erhielt sie 90 Punkte und lag damit gleich um 40 Punkte vor der Zweitplatzierten, der Miss Kärnten Nadine Stroitz.
Furdea trat bei der Miss World Wahl im Jahre 2014 in London an und konnte sich unter anderem in der Charity Challenge und Sport Challenge unter den Top 30 platzieren.
Im Jänner 2015 repräsentierte sie Österreich bei der Miss-Universe-Wahl in Miami.

## Moderation
Von 2016 bis 2020 ist Julia Furdea Moderatorin bei Kronehit, sie ist vor allem am Wochenende sowie an Wochentagen abends und nachts zu hören. Sie ist ebenfalls seit 2014 als Event-Moderatorin  tätig.
Seit September 2018 verstärkt sie das Team des ersten österreichischen Frühstücksfernsehens Cafe Puls auf Puls 4 und präsentiert dort bis 2022 das Wetter.
Sie moderiert auch die erste Kinderkochshow des Senders Das jüngste Gericht. Seit Herbst 2020 moderiert sie gemeinsam mit Manolito Licha das Cafe Puls Magazin. Und seit 2022 moderiert sie Café Puls am Vormittag.
Seit Jänner 2024 moderiert Julia Furdea gemeinsam mit Jakob Glanzner im wöchentlichen Wechsel das Morgenprogramm von Café Puls. Sie sind ab 05.30 Uhr auf Puls 4 zu sehen und wechseln sich wochenweise mit den erfahrenen Frühstücks-TV-Moderatoren Bianca Schwarzjirg und Florian Danner ab.

## Privates
Julia Furdea und ihr Mann sind seit Juni 2024 Eltern eines Sohnes.